# Vysočany (Bánovce nad Bebravou)
Vysočany es un municipio del distrito de Bánovce nad Bebravou en la región de Trenčín, Eslovaquia, con una población estimada a final del año 2024 de 118 habitantes.
Se encuentra ubicado en el centro-sur de la región, cerca del río Bebrava (cuenca hidrográfica del río Danubio) y de la frontera con la región de Nitra.

## Demografía
| Año        | 1994 | 2004     | 2014    | 2024    |
| ---------- | ---- | -------- | ------- | ------- |
| Población  | 155  | 129      | 120     | 118     |
| Diferencia |      | −16,77 % | −6,97 % | −1,66 % |

| Año        | 2023 | 2024    |
| ---------- | ---- | ------- |
| Población  | 116  | 118     |
| Diferencia |      | +1,72 % |